# (4993) Cossard
(4993) Cossard es un asteroide perteneciente al cinturón de asteroides, descubierto el 11 de abril de 1983 por Henri Debehogne y el también astrónomo Giovanni de Sanctis desde el Observatorio de La Silla, Chile.

## Designación y nombre
Designado provisionalmente como 1983 GR. Fue nombrado Cossard en honor El arqueoastrónomo italiano Guido Cossard se dedicó a estudiar los sitios megalíticos ubicados en el Valle de Aosta, particularmente en la interpretación de varios grabados con significados astronómicos encontrados allí. Especialmente importante es su trabajo sobre el calendario de Coligny que data del período celta.

## Características orbitales
Cossard está situado a una distancia media del Sol de 2,368 ua, pudiendo alejarse hasta 2,512 ua y acercarse hasta 2,225 ua. Su excentricidad es 0,060 y la inclinación orbital 6,940 grados. Emplea 1331 días en completar una órbita alrededor del Sol.

## Características físicas
La magnitud absoluta de Cossard es 13,3. Está asignado al tipo espectral V según la clasificación SMASSII.